# Shahrestān di Yazd
Lo shahrestān di Yazd (in farsi شهرستان یزد) è uno degli 11 shahrestān della provincia di Yazd.
Il capoluogo è Yazd, altri centri importanti sono: Hamidiya, Shahediyeh e Zarch. Lo shahrestān è suddiviso in 2 circoscrizioni (bakhsh): 
- Centrale (بخش مرکزی)
- Zarch (بخش زارچ)